# Педантичность
Педанти́чность, или педанти́зм (фр.  pédant — учитель, от лат. paedagogans — преподающий), — качество личности, предусматривающее предельную точность и аккуратность в каких-либо действиях человека, склонность к соблюдению формальных требований, правил.

## Общие характеристики
Внешними признаками педантичности являются аккуратность, приверженность заведённому порядку в разных сторонах бытия. По характеру имеет несколько уровней проявления: от лёгкого и рационального до навязчиво-болезненного.
У одних людей педантизм носит весьма болезненный, навязчивый характер, часто связанный с объективными психическими расстройствами, в том числе неврозами.
Педантизм деловой, рациональный, является полностью (или почти полностью) сознательным, расчётливым. Такой педантизм можно назвать частью жизненной стратегии человека.
Представляется сложным по характеру привычек отделить болезненного педанта (ананкаста) от делового, различие в основном проявляется в характере переживаний: у делового таких переживаний немного, ананкаст же мыслями и чувствами постоянно возвращается к своим навязчивым мыслям и переживаниям.

##### Педантичный характер
Описывается также педантичный характер (в случае болезненных вариантов: ананкастический или обсессивно-компульсивный характер). Основные черты здорового варианта характера: основательность, четкость, скрупулезность, осторожность, образцовая исполнительность, серьёзность, преимущественно ровное настроение.
```
Многие педанты (ананкасты) превосходно выполняют точные, важные для человечества работы, где необходима щепетильная добросовестность (Бурно, 2014)
```

Отмечается, что распространенность людей педантичного характера выражена в скандинавских странах и Германии, в отличие от России, где их не так много.
```
Педантизм имеет такие положительные проявления, как аккуратность, добросовестность, редкая тщательность при выполнении работы без всякого контроля со стороны. Такие люди незаменимы там, где требуется точное, пунктуальное выполнение обязанностей (Волков, 2013)
```

В описаниях педантических личностей К. Леонгарда выделяется акцентуированный вариант характера (в рамках нормы) и его отличие от болезненных вариантов.
```
Так, в области профессиональной деятельности педантическая личность проявляет себя положительно, так как выполняет работу очень добросовестно. Другие подумают: да что тут возиться, и так сойдет! Такая установка людям описываемого типа чужда. На производстве хорошо знают работника с этой стороны, знают, что на него можно положиться безоговорочно: ему всегда доверяют работу, при выполнении которой необходима большая точность, тщательность (Леонгард, 1976)
```